# Maria Bąk
Maria Bąk (* 9. Januar 1959, auch Maria Bak) ist eine deutsche Langstrecken- und Ultramarathonläuferin. Sie ist die Ehefrau von Kazimierz Bak. 1997 wurde sie aufgrund eines positiven Dopingtests zwei Jahre gesperrt.

## Karriere
1994 gewann Bak den Baden-Marathon.
1995, 2000 und 2002 gewann Bak den Comrades Marathon.
1995 gewann sie den 100-km-Lauf der Nacht von Flandern. In diesem Jahr wurde sie außerdem Dritte der 100-km-Straßenlauf-Weltmeisterschaften.
Beim Two Oceans Marathon 1996 siegte sie bei den Frauen auf der Ultramarathonstrecke. In diesem Jahr gewann sie außerdem den München-Marathon und den Thermen-Marathon, bei dem sie außerdem den Streckenrekord hält.
2001 gewann sie den Warschau-Marathon
Beim Swiss Alpine Marathon und beim Nürnberg-Marathon 2004 siegte sie ebenfalls.

### Rekorde
Sie belegt Platz 1 der Ewigen Bestenliste der DUV im 50-km-Lauf und Platz 3 im 100-km-Lauf.
Seit 1994 hält sie außerdem den Bayerischen Verbandsrekord über 100 km.